# Френк Кегоу
Френк Кегоу (англ. Frank Kehoe, 8 лютого 1882 — 26 грудня 1949) — американський стрибун у воду і ватерполіст.
Медаліст Олімпійських Ігор 1904 року.